# (31556) Shatner
Pour les articles homonymes, voir Shatner.
(31556) Shatner est un astéroïde de la ceinture principale.

## Description
(31556) Shatner est un astéroïde de la ceinture principale. Il fut découvert le 13 mars 1999 à l'observatoire Goodricke-Pigott par Roy A. Tucker. Il présente une orbite caractérisée par un demi-grand axe de 2,69 UA, une excentricité de 0,22 et une inclinaison de 4,8° par rapport à l'écliptique.
Il est nommé d'après l'acteur canadien William Shatner.